# Antimachos (Trojanisches Pferd)
Antimachos (altgriechisch Ἀντίμαχος Antímachos) ist eine Gestalt der griechischen Mythologie.
Laut Quintus von Smyrna, einem griechischen Dichter des späten 3. Jahrhunderts n. Chr., war Antimachos Teilnehmer am Trojanischen Krieg und gehörte zu jenen Griechen, die sich im Trojanischen Pferd versteckten.